# Landtagswahlkreis Stuttgart II
Der Wahlkreis Stuttgart II (Wahlkreis 02) ist ein Landtagswahlkreis in Baden-Württemberg. Er umfasste bei der Landtagswahl 2021 die Stadtbezirke Birkach, Degerloch, Möhringen, Plieningen, Sillenbuch und Vaihingen des Stadtkreises Stuttgart.
Die Grenzen der Landtagswahlkreise wurden nach der Kreisgebietsreform von 1973 zur Landtagswahl 1976 grundlegend neu zugeschnitten und seitdem nur punktuell geändert. Die vier Stuttgarter Wahlkreise blieben in diesem Zeitraum bis zur Landtagswahl 2006 unverändert. Zur Landtagswahl 2011 wurden jedoch erstmals Veränderungen im Wahlkreiszuschnitt vorgenommen. Ziel dabei war, die Größe der vier Stuttgarter Wahlkreise weitgehend anzugleichen. Deswegen wurde der Wahlkreis Stuttgart II trotz schon bisher unterdurchschnittlicher Einwohnerzahl verkleinert und der Stadtbezirk Hedelfingen an den Wahlkreis Stuttgart IV angegliedert.

## Wahl 2021
Zur Landtagswahl 2021 traten zwei Landesminister aus dem Kabinett Kretschmann II an: Winfried Hermann als Inhaber der Erstmandates; sowie Susanne Eisenmann, die ohne Landtagsmandat in die Regierung berufen worden war. Ihr Resultat reichte wie bei früheren CDU-Kandidaten nicht für den Einzug in den Landtag, sie gab nach der Wahl den Rückzug aus der Politik bekannt. Ein Zweitmandat sowie den drittbesten Stimmenanteil errang der FDP-Kandidat Friedrich Haag, Enkel des gleichnamigen früheren Abgeordneten.
Das Ergebnis im Einzelnen:
| Direktkandidat         | Partei       | Stimmen in % | Landtagswahl 2016 Stimmen in % |
| ---------------------- | ------------ | ------------ | ------------------------------ |
| Winfried Hermann       | Grüne        | 39,8         | 37,2                           |
| Susanne Eisenmann      | CDU          | 21,7         | 24,4                           |
| Sigrid Borst           | AfD          | 4,9          | 10,6                           |
| Carsten Singer         | SPD          | 10,0         | 10,6                           |
| Friedrich Haag         | FDP          | 12,9         | 10,7                           |
| Lisa Neher             | Die Linke    | 4,4          | 3,3                            |
| Dieter Baur            | ÖDP          | 0,6          | 0,5                            |
| Fabian Westenberg      | Die PARTEI   | 1,4          | –                              |
| Michael Mattig-Gerlach | Freie Wähler | 1,4          | –                              |
| Dirk Michels           | dieBasis     | 0,6          | –                              |
| Yvonne Sauter          | KlimalisteBW | 0,9          | –                              |
| Monika Roussos         | WiR2020      | 0,5          | –                              |
| Andreas Jakobi         | Volt         | 0,9          | –                              |

## Wahl 2016
Die Landtagswahl 2016 hatte folgendes Ergebnis:
| Direktkandidat         | Partei           | Stimmen in % | Landtagswahl 2011 Stimmen in % |
| ---------------------- | ---------------- | ------------ | ------------------------------ |
| Winfried Hermann       | Grüne            | 37,2         | 34,2                           |
| Stefanie Schorn        | CDU              | 24,4         | 33,8                           |
| Gabriele Reich-Gutjahr | FDP              | 10,7         | 07,1                           |
| Dirk Stroeder          | AfD              | 10,6         | –                              |
| Ergun Can              | SPD              | 10,6         | 19,1                           |
| Johanna Tiarks         | Die Linke        | 03,3         | 02,4                           |
| Felix Baumann          | PIRATEN          | 01,0         | 01,6                           |
| Maren Simko-Zoffer     | Tierschutzpartei | 00,7         | –                              |
| Walter Schupeck        | ALFA             | 00,7         | –                              |
| Gerhard Scheerer       | ödp              | 00,5         | 00,6                           |
| Ronnie Hellriegel      | NPD              | 00,1         | 00,4                           |
| Alexander Voigt        | REP              | 00,1         | 00,7                           |

## Wahl 2011
Die Landtagswahl 2011 hatte folgendes Ergebnis:
| Direktkandidat         | Partei    | Stimmen in % | Landtagswahl 2006 Stimmen in % |
| ---------------------- | --------- | ------------ | ------------------------------ |
| Werner Wölfle          | Grüne     | 34,2         | 16,8                           |
| Thomas Bopp            | CDU       | 33,8         | 38,0                           |
| Matthias Tröndle       | SPD       | 19,1         | 23,5                           |
| Gabriele Heise         | FDP       | 07,1         | 14,6                           |
| Brigitte Tilgner       | Die Linke | 02,4         | WASG: 2,6                      |
| Sören-Frederic Fischer | PIRATEN   | 01,6         | –                              |
| Klaus Mögle            | REP       | 00,7         | 01,7                           |
| Gerhard Scheerer       | ödp       | 00,6         | 00,3                           |
| Ronnie Hellriegel      | NPD       | 00,4         | 00,4                           |
| Lüder Grosser          | BüSo      | 00,2         | –                              |
| –                      | Sonstige  | –            | 02,1                           |

## Abgeordnete seit 1976
Bei den Landtagswahlen in Baden-Württemberg hat jeder Wähler nur eine Stimme, mit der sowohl der Direktkandidat als auch die Gesamtzahl der Sitze einer Partei im Landtag ermittelt werden. Dabei gibt es keine Landes- oder Bezirkslisten, stattdessen werden zur Herstellung des Verhältnisausgleichs unterlegenen Wahlkreisbewerbern Zweitmandate zugeteilt. Bis zur Wahl 2006 wurden diese Mandate nach absoluter Stimmenzahl auf Ebene der Regierungsbezirke zugeteilt; seit der Wahl 2011 erfolgt die Zuteilung nach den relativen Stimmenanteilen.
Den Wahlkreis Stuttgart II vertraten seit 1976 folgende Abgeordnete im Landtag:
| Partei | Art des Mandats | Gewählte |
| ------ | --------------- | --- |
| CDU    | Erstmandat      | Hildegard Schwigon 1976 Gerhard Mayer-Vorfelder 1980, 1984, 1988, 1992, 1996 Christoph Palmer 2001, 2006, Mandat niedergelegt zum 31. Mai 2008 Thomas Bopp, nachgerückt am 2. Juni 2008   |
| Grüne  | Erstmandat      | Werner Wölfle 2011, Mandat niederlegt zum 30. November 2011 Nikolaus Tschenk, nachgerückt am 30. November 2011 Winfried Hermann 2016, 2021                                                |
| Grüne  | Zweitmandat     | Elsbeth Mordo 1980 Winfried Hermann 1984 Rezzo Schlauch 1988 Fritz Kuhn 1992, 1996, Mandat niedergelegt zum 27. Juni 2000 Phillip Müller, nachgerückt am 19. Juli 2000 Werner Wölfle 2006 |
| FDP    | Zweitmandat     | Friedrich Haag sr. 1976, 1980, 1984, 1988 Ekkehard Kiesswetter 1992, 1996 Dietmar Bachmann 2006 Gabriele Reich-Gutjahr 2016 Friedrich Haag jr. 2021                                       |
| SPD    | Zweitmandat     | Wilfried Helmstädter 1976 Joachim Schröder 1980 Helga Solinger 1984, 1988, 1992, 1996 Ruth Weckenmann 2001                                                                                |